# Рондесхаген
Рондесхаген (нем. Rondeshagen) — община в Германии, в земле Шлезвиг-Гольштейн. 
Входит в состав района Герцогство Лауэнбург. Подчиняется управлению Беркентин.  Население составляет 846 человек (на 31 декабря 2010 года). Занимает площадь 9,51 км².